# Lajares, Esquinzo y costa del Jarubio
Lajares, Esquinzo y costa del Jarubio este o arie protejată (arie de protecție specială avifaunistică — SPA) din Spania întinsă pe o suprafață de 8.372,52 ha, integral pe uscat.

## Localizare
Centrul sitului Lajares, Esquinzo y costa del Jarubio este situat la coordonatele 28°38′12″N 13°59′23″W / 28.63653°N 13.98976°V.

## Înființare
Situl Lajares, Esquinzo y costa del Jarubio a fost declarat arie de protecție specială avifaunistică în octombrie 2022 pentru a proteja 15 specii de animale.

## Biodiversitate
Situată în ecoregiunea , aria protejată nu include niciun habitat protejat.
La baza desemnării sitului se află mai multe specii protejate de  păsări (15): Bucanetes githagineus, pasărea ogorului (Burhinus oedicnemus), Calonectris borealis, Chlamydotis undulata, Cursorius cursor, egretă mică (Egretta garzetta), Eudromias morinellus, șoim călător (Falco peregrinus), piciorong (Himantopus himantopus), vultur egiptean (Neophron percnopterus), Pterocles orientalis, Puffinus lherminieri, Saxicola dacotiae, călifar roșu (Tadorna ferruginea), chiră de mare (Thalasseus sandvicensis).